# Союз Т-2
Союз Т-2 — радянський космічний корабель (КК) серії «Союз Т», типу Союз Т (7К-СТ). Серійний номер 7Л. Реєстраційні номери: NSSDC ID: 1980-045A; NORAD ID: 11825. Дванадцятий політ до орбітальної станції Салют-6; десяте успішне стикування. Екіпаж шостих відвідин (ЕП-6): Малишев/Аксьонов.
Перевірка вдосконалених бортових систем покращеного корабля серії «Союз Т» в пілотованому польоті.
Здійснено ручне стикування через збій в роботі нової автоматичної стистеми «Аргон».
Після стикування здійснено ремонтні роботи на станції.
На станцію доставлено нове обладннання, на Землю повернуто матеріали досліджень.
Після відстикування інспекційний обліт станції.

## Параметри польоту
- Маса корабля — 6850 кг
- Нахил орбіти — 51,6°
- Орбітальний період — 88,7 хвилин
- Перигей — 202 км
- Апогей — 249 км

## Екіпаж
- Основний

Командир ЕП-6 Малишев Юрій Васильович
Бортінженер ЕП-6 Аксьонов Володимир Вікторович
- Дублерний

Командир ЕП-6 Кизим Леонід Денисович
Бортінженер ЕП-6 Макаров Олег Григорович
- Резервний

Командир ЕП-6 Лазарєв Василь Григорович
Бортінженер ЕП-6 Стрекалов Геннадій Михайлович

## Хронологія польоту
Скорочення в таблиці: ПСП — передній стикувальний порт; ЗСП — задній стикувальний порт 
Позначення на схемах: S6 — орбітальна станція «Салют-6»; F — корабель типу «Союз»; T — корабель типу «Союз Т»
| Дата     | Час (UTC) | Подія | Схема                  |
| -------- | --------- | --- | ---------------------- |
| 5 червня | 14:19:30  | З космодрому Байконур ракетою-носієм Союз-У (11А511У) запущено КК Союз Т-2 з ЕП-6 (Малишев/Аксьонов)                                                                     | Салют-6+Союз-36        |
| 6 червня | 15:58     | Стикування КК Союз Т-2 з ЕП-6 до ЗСП комплексу Салют-6 — Союз-36 Екіпаж станції після стикування: Попов/Рюмін/Малишев/Аксьонов (четвертий основний екіпаж (ЕО-4) і ЕП-6) | Союз Т-2+Сал-6+Союз-36 |
| 9 червня | 09:20     | Відстикування КК Союз Т-2 з ЕП-6 від ЗСП комплексу Салют-6 — Союз-36 Екіпаж станції після відстикування: Попов/Рюмін (ЕО-4)                                              | Салют-6+Союз-36        |
| 9 червня | 11:50?    | Гальмівний імпульс КК Союз Т-2 | Салют-6+Союз-36        |
| 9 червня | 12:39:00  | Посадка КК Союз Т-2 | Салют-6+Союз-36        |